# Talbotton
Talbotton è una città degli Stati Uniti d'America, situata in Georgia, nella Contea di Talbot, della quale è il capoluogo.